# Chittanahalli, Alur
Chittanahalli là một làng thuộc tehsil Alur, huyện Hassan, bang Karnataka, Ấn Độ.